# 第一代拉德克利夫子爵西里爾·拉德克利夫
第一代拉德克利夫子爵西里爾·約翰·拉德克利夫，GBE，PC（Cyril John Radcliffe, 1st Viscount Radcliffe，1899年3月30日—1977年4月1日）为英国律师、上议院法官，因其主持英帝国时期印度殖民地领土划分而闻名，该线被称为雷德克里夫線。
拉德克利夫出生于威尔士登比郡，1941年入英国情报局（Minister of Information）担任情报局长，1947年7月3日被委任为英国边界委员会主席。1947年7月8日到达印度德里，同年8月14日至15日印巴分治时主持二国领土划分。1949年成为上议院法官，并被封为終身貴族，1962年加封为子爵。